# Alla ricerca dell'Arca
Alla ricerca dell'Arca (settimanale di avventure, meraviglie e varia attualità) è stato un programma televisivo trasmesso su Rai 3 in tre edizioni, la prima nel 1988.

## Storia
Il programma venne ideato e poi condotto da Mino Damato dal 1988 al 1990.
 Alla redazione nel 1989 ha collaborato la giornalista e autrice televisiva Serena Bortone.

## Ospiti
Un ospite fisso per trattare il tema del paranormale è stato Edoardo Pecar.
Nel settembre 1989 ospitò il vulcanologo francese Haroun Tazieff e il geofisico italiano Enzo Boschi che diedero vita ad una discussione molto accesa. Nel 1990 ha ospitato il compositore e musicista giapponese Ryūichi Sakamoto che due anni prima aveva vinto il premio Oscar alla migliore colonna sonora per il film L'ultimo imperatore.

## Riconoscimenti
La trasmissione televisiva ha ricevuto per tre volte il riconoscimento del Gran Premio Internazionale dello Spettacolo.